# Стенки (Донецкая область)
Стенки (укр. Стінки) — посёлок в Константиновской городской общине Краматорского района Донецкой области Украины.

## Общие сведения
Население по переписи 2001 года составляло 265 человек. Почтовый индекс — 85135. Телефонный код — 6272.